# Kaan Ayhan
Kaan Ayhan (* 10. listopadu 1994 Gelsenkirchen) je turecký profesionální fotbalista, který hraje na pozici středního obránce za turecký klub Galatasaray SK a za turecký národní tým.

## Reprezentační kariéra

### Německo
Reprezentoval Německo v kategorii U16, U17 a U18.
S německou sedmnáctkou získal stříbrnou medaili na Mistrovství Evropy hráčů do 17 let v květnu 2011 v Srbsku po finálové porážce 2:5 s Nizozemskem.
Zúčastnil se i následného červnového Mistrovství světa hráčů do 17 let v Mexiku v témže roce, kde Německo získalo bronzové medaile.

### Turecko
Za tureckou sedmnáctku odehrál v roce 2009 dva přátelské zápasy s Rumunskem (výhry 6:3 a 3:2).
V říjnu 2013 byl povolán do turecké reprezentace U21.